# Thiotricha
Thiotricha é um gênero de traça pertencente à família Agonoxenidae.